# Astragalus trigonus
Astragalus trigonus är en ärtväxtart som beskrevs av Dc. Astragalus trigonus ingår i släktet vedlar, och familjen ärtväxter. Inga underarter finns listade i Catalogue of Life.